# Ezequiel Bullaude
Ezequiel Bullaude, né le 26 octobre 2000 à Maipú en Argentine, est un footballeur argentin qui joue au poste de milieu de terrain au Feyenoord Rotterdam.

## Biographie

### En club
Né à Maipú en Argentine, Ezequiel Bullaude commence sa carrière professionnelle avec le CD Godoy Cruz. Il joue son premier match le 20 octobre 2018, à l'occasion d'une rencontre de championnat face au CA Aldosivi. Il entre en jeu lors de cette rencontre remportée par son équipe sur le score de deux buts à zéro.
Le 5 mars 2019, il fait sa première apparition en Copa Libertadores contre les Paraguayens de Club Olimpia. Il est titularisé et les deux équipes se neutralisent (0-0).
Le 7 mars 2022, Bullaude se fait remarquer en réalisant son premier doublé en professionnel, lors d'un match face au CA Independiente. Son équipe ne parvient toutefois pas à s'imposer ce jour-là (3-3 score final),.
Le 30 août 2022, Ezequiel Bullaude rejoint les Pays-Bas afin de s'engager en faveur du Feyenoord Rotterdam. Il signe un contrat courant jusqu'en juin 2027. Bullaude joue son premier match sous ses nouvelles couleurs le 11 septembre 2022, lors d'un match de championnat contre le Sparta Rotterdam. Il entre en jeu à la place de Orkun Kökçü, et son équipe s'impose par trois buts à zéro.
Le 14 août 2023, Ezequiel Bullaude rejoint Boca Juniors sous la forme d'un prêt avec option d'achat.

### En sélections nationales
En février 2018, Ezequiel Bullaude est convoqué pour la première fois avec l'équipe d'Argentine des moins de 19 ans par le sélectionneur Pablo Aimar.